# Iglesia de Nuestra Señora (Albuixech)
La iglesia parroquial de Nuestra Señora es un templo católico situado en la plaza de la Iglesia, 2, en el municipio de Albuixech. Es Bien de Relevancia Local con identificador número 46.13.014-001.

## Historia
Según la tradición, en 1268, un sacerdote de la Catedral de Valencia envió a un trabajador a uno de sus campos de Albuixech. Una vez allí, encontró una imagen de la Virgen con el Niño en brazos. Cuando se conoció la noticia, acudieron allí gran cantidad de fieles y el rey Jaime I fundó una cofradía en su honor. En 1275 se construyó una ermita dedicada a la Virgen del Alborxer.
La actual iglesia se construyó en 1783 sobre la antigua ermita. Se amplió en 1891, construyéndose la fachada y el campanario.
La parroquia se creó en el siglo XIX.
En julio de 2010 se hundió parte de la bóveda.

## Descripción
Cuenta con una cúpula azul, característica de las iglesias de la Huerta Norte.
El campanario es de piedra sin trabajar y mortero de cal, mientras que sus esquinas son de piedra labrada.